# Drillia albomaculata
Drillia albomaculata é uma espécie de gastrópode do gênero Drillia, pertencente a família Drilliidae.